# Urs N. Glutz von Blotzheim
Urs Noel Glutz von Blotzheim (* 18. Dezember 1932 in Solothurn) ist ein Schweizer Zoologe, der vor allem für seine ornithologischen Werke bekannt ist. Glutz von Blotzheim ist emeritierter Professor der Universität Bern und Ehrendoktor der Universität Freiburg (2008).

## Leben
Urs Glutz stammt aus der alten Solothurner Familie Glutz von Blotzheim. Er studierte an der Universität Freiburg im Üechtland Zoologie und wurde dort 1957 mit einer anatomischen Arbeit promoviert. Nach einer Forschungsarbeit über den Lärchenwickler im Engadin war er von 1957 bis 1966 zunächst wissenschaftlicher Assistent, dann stellvertretender Leiter der Schweizerischen Vogelwarte Sempach. Seit 1962 unterrichtete er als Lektor an der Universität Bern. 1965 erhielt er die Venia docendi für Ornithologische Ökologie und damit zusammenhängende Naturschutzfragen, seit 1975 ist er Honorarprofessor. 1998 wurde er emeritiert. Glutz von Blotzheim hat sich auch im Naturschutz engagiert, z. B. für die Erhaltung der Lorbeerweidenaue im Urserental, und von 1963 bis 1969 als Präsident des Vereins Schweizer Vogelschutz (heute BirdLife Schweiz).
Seit 1994 wohnt er in Schwyz. Er ist verheiratet mit Anne Marie Behr.

## Werke
Sein bekanntestes Werk ist das von Günther Niethammer begründete Handbuch der Vögel Mitteleuropas, das ab 1966 in 23 Bänden erschienen ist und bis heute das Standardwerk der deutschsprachigen Ornithologie darstellt. Er  verfasste weitere Bücher, Broschüren und zahlreiche Zeitschriftenbeiträge über ornithologische Themen. Auswahl:
- Urs N. Glutz von Blotzheim (Hrsg.): Handbuch der Vögel Mitteleuropas. 2. Auflage. 14 Bücher in 23 Bänden. Aula-Verlag, Wiesbaden 1985 ff.
- Urs N. Glutz von Blotzheim, Peter Grünig, Martin Schwarz, Paul Géroudet: Die Brutvögel der Schweiz: Eine Zusammenfassung unserer heutigen Kenntnisse über Verbreitung, Bestandsdichte, Ernährung und Fortpflanzung der seit 1900 in der Schweiz als Brutvögel nachgewiesenen Arten. Hrsg.: Schweizerischen Vogelwarte Sempach. 2. Auflage. Verlag Aargauer Tagblatt, Aarau 1962 (648 S.).
- Urs N. Glutz von Blotzheim: Gartenvögel des Talkessels: faszinierende Natur wahrnehmen, bewahren und fördern. Verlag Schwyzer Hefte, Schwyz 2008, ISBN 978-3-909102-54-9 (151 S.).

## Ehrungen
Urs N. Glutz von Blotzheim wurde für sein wissenschaftliches Wirken vielfach ausgezeichnet. Unter anderem ist er Ehrenmitglied folgender Gesellschaften:
- Deutsche Ornithologen-Gesellschaft (1972)
- British Ornithologists’ Union (1980)
- American Ornithologists’ Union (1983)
- Schweizerische Gesellschaft für Vogelkunde und Vogelschutz Ala (1984)
- Ornithologische Gesellschaft in Bayern (2013)[2]
- Verein Sächsischer Ornithologen

2008 wurde er Ehrendoktor der Universität Freiburg (Schweiz).
2012 erhielt er die Konrad-Lorenz-Medaille der Konrad-Lorenz-Gesellschaft für Umwelt- und Verhaltenskunde.